# Dacia (autómárka)
A Dacia (IPA: ['da.ʧi.a]) egy román autómárka, amelyet Mioveniben a Renault csoport leányvállalata gyárt.

## Története
A román személyautó-gyártás első szériagyártású modellje a Dacia 1100 volt, 1967 augusztusától. A francia Renault céggel kötött megállapodás alapján épült gyárban (Uzina de Autoturisme, Pitești-Colibași) két modell gyártása kezdődött meg: az egyik a Renault 8 modellen, a másik a Renault 12 modellen alapult. Ez a megállapodás a szocialista országok által kötött licenc-szerződések közül az egyik legsikeresebbnek tekinthető, mivel a Dacia 1300 jelű modell gyártása 1969-ben korábban kezdődött meg, mint a Renault saját termelése. Az elsőkerék-hajtású, akkoriban igen korszerű gépkocsit négyhengeres, felülszelepelt (OHV), 1289 cm³-es lökettérfogatú soros motor hajtotta; a legnagyobb motorteljesítmény 5250 1/min fordulatszámon 39,7 kW (54 DIN-LE) volt, míg a végsebesség 145 km/h.
1984 augusztusában készült el a 900 ezredik példány a Dacia típusból. A gyár évi termelése ekkor a svájci Automobile Revue adata szerint 70 ezer darab volt.
A Dacia eladásai az 1990-es években csökkentek a korszerűtlen modellek és a rossz minőség miatt. 1995-ben mutatták be a Dacia Nova nevű saját fejlesztésű új modellt, amely azonban szintén sikertelennek bizonyult.
A Daciát 1999-ben privatizálták, a pályázatot a francia Renault nyerte meg. Ebben vállalta gyár rendbetételét, a fejlesztéseket. A gyárat korszerűsítette, a régi Nova modellt továbbfejlesztette, és ebből lett a Dacia Solenza, a Nova Renault-motort kapott változata. A gyárra a Renault 700 millió eurót költött.
2004-ben mutatta be a Renault az általa fejlesztett Logant. (A kocsit csak az európai piacon forgalmazzák Dacia Logan néven, Dél-Amerikában és Indiában Renault Logan néven fut. Létezik Nissan változata is „Aprio” néven Mexikóban.) A modell sikeres lett világszerte.
Öt különböző felszereltségi szint van hozzá a fapadostól a sportos 104 LE-s bőrkormányos változatig.
A motorválaszték a következő: benzines: 1,4 75LE; 1,6 90 LE; 1,6 16v 104 LE; dízel: 1,5 DCI 70 LE; 1,5 DCI 85 LE.
Az autók sok alkatrésze származik a Renault Thalia és Renault Clio típusokból, például a motorok, a futómű, stb.
2006 októberében jelent meg a Dacia a kombi változata, a Dacia Logan MCV.
2007. január 23-án jelent meg a Logan MCV-n alapuló Logan VAN
2007. február 18-án jelent meg a Dacia Logan Pick-Up
2008. június 4-én mutatták be az 5 ajtós változatot, új karosszériával, azonos műszaki alapokon. Ez a Dacia Sandero nevet kapta, forgalmazása júniusban kezdődött.
2008. július 1-jén mutatták be a Dacia Logan frissített változatát.
2009-ben mutatták be a Sandero terepjárós külsejű testvérét, a Stepway-t.
2010-ben mutatták be a Duster terepjárót, ami a Renault Koleos alapjaira épül.
A Lodgy Glace nyerte a 2011–2012-es jégralizás csúcsát, az Andros trófeát Alain Prost pilótával, a Formula–1 négyszeres világbajnokával.

## Modellek
- Dacia 1100 (1967–1971)

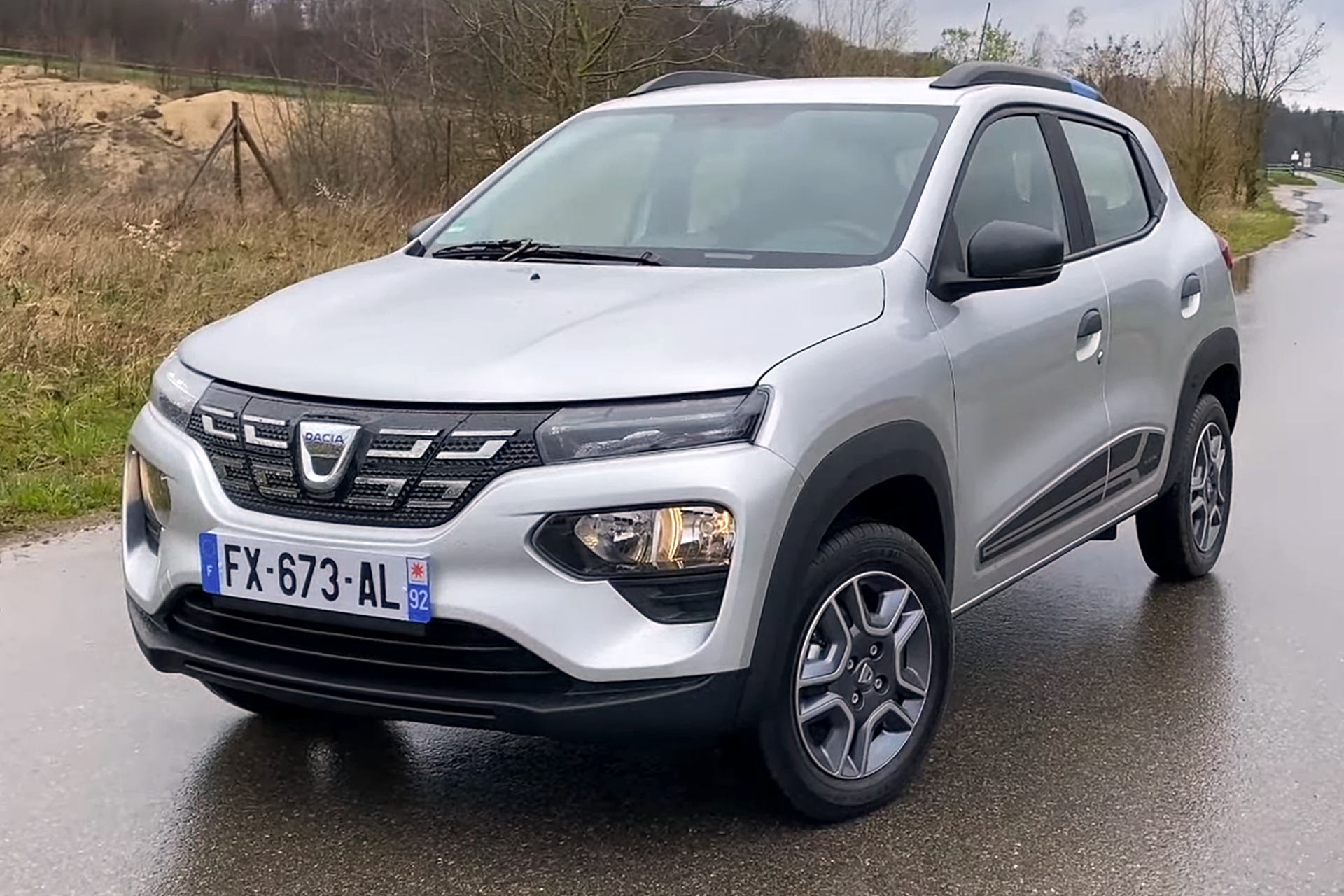
Az elektromos meghajtású Dacia Spring

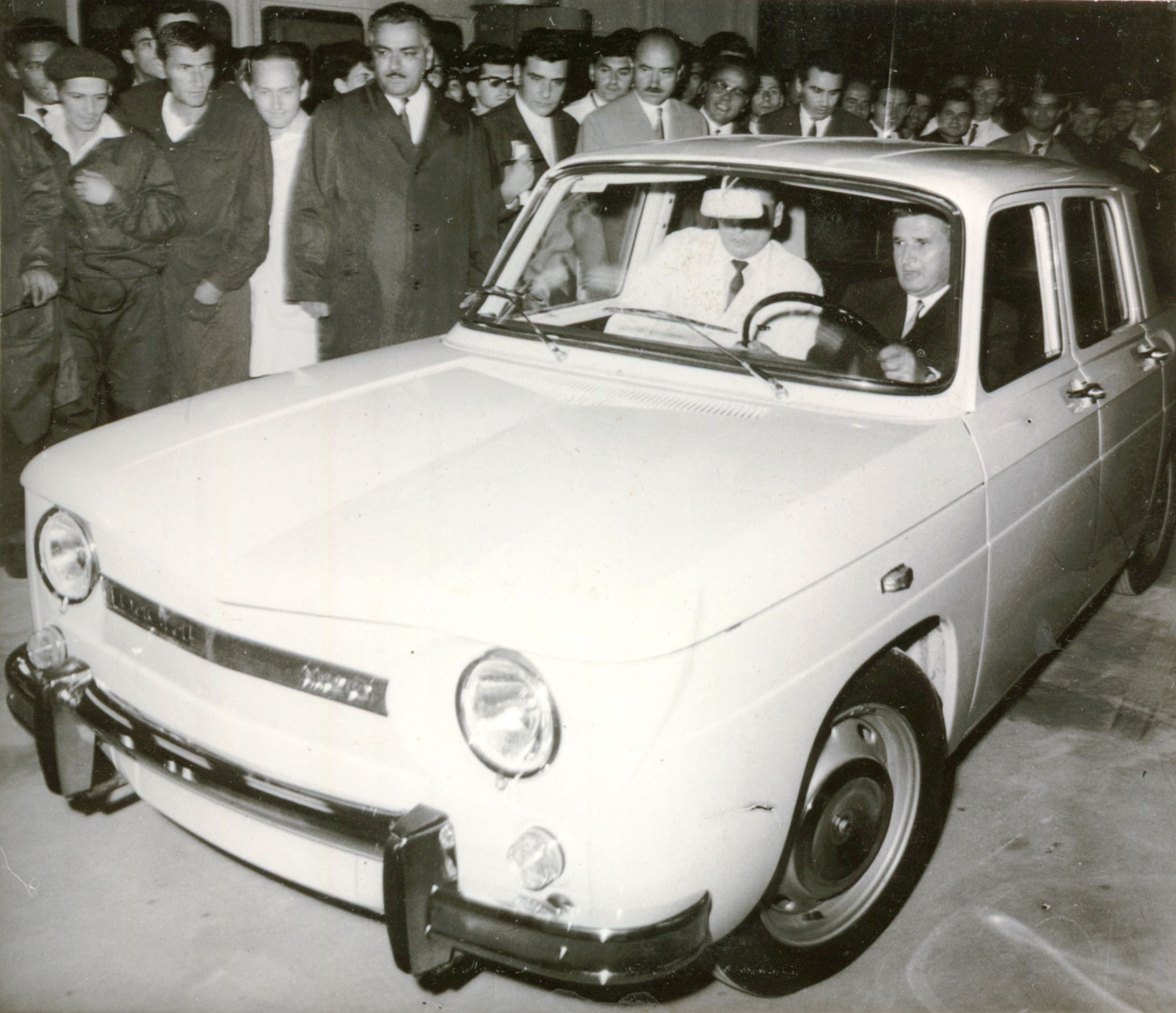
Nicolae Ceaușescu vezeti az első Dacia személygépkocsit (1968)

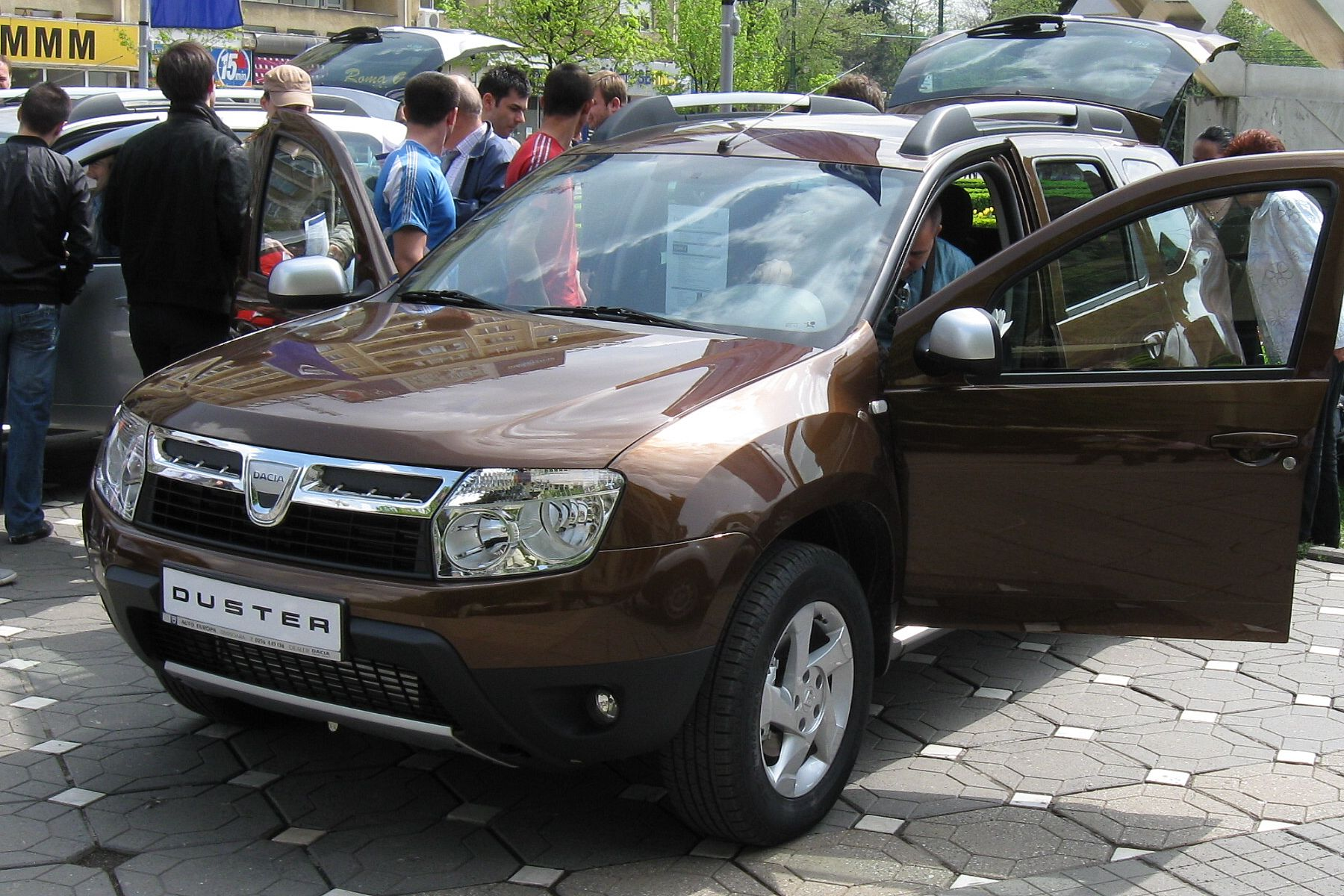
Duster 'Laureate', K9K - 1,5 l.

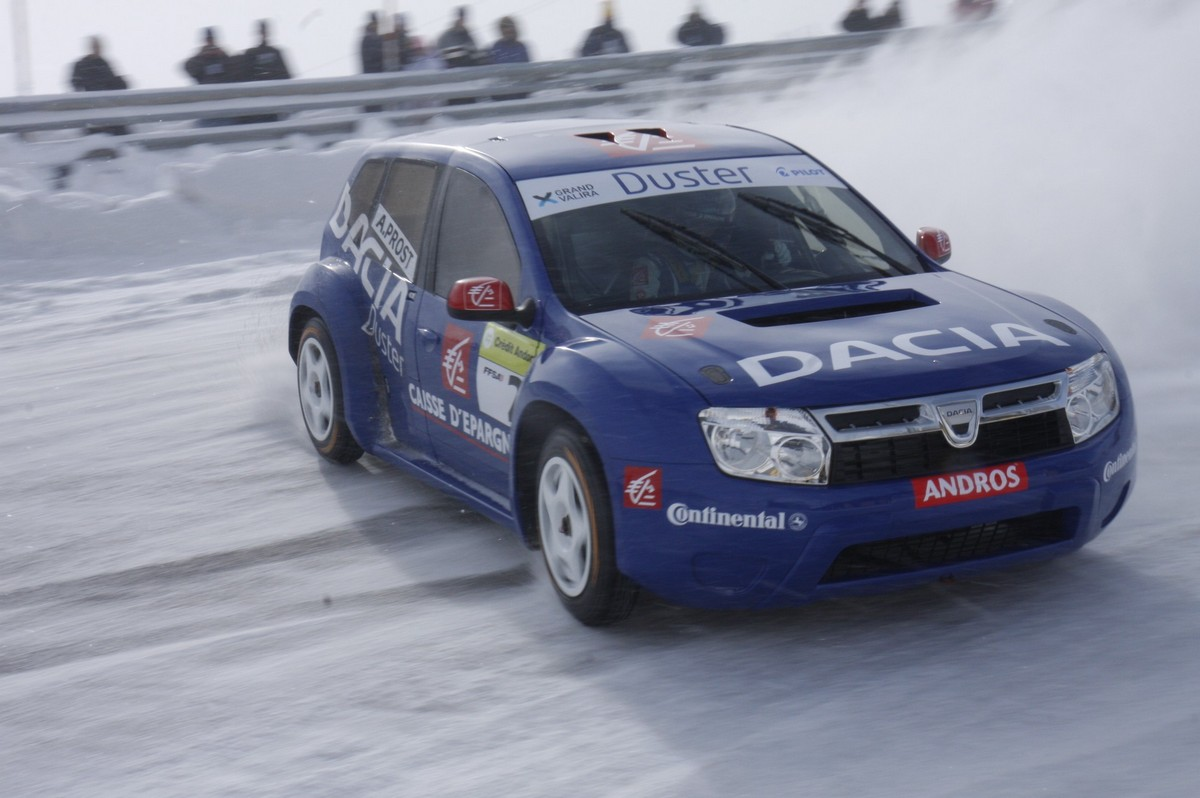
Duster a versenypályán

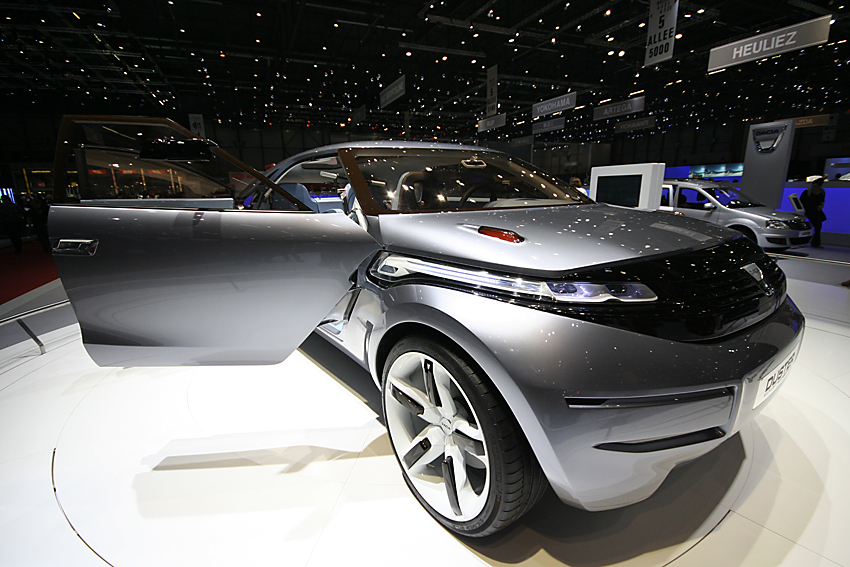
Duster a Genova-i bemutatón (koncepció)

- Dacia 1300 (1969–1983) / Dacia Denem (az Egyesült Királyságban)
- Dacia 1310 (1983–2004)
- Dacia 1301 (1970–?)
- Dacia 1302 pick-up (1975–1983)
- Dacia 1304 pick-up (1983–2006)
- Dacia 1305 drop-side (1985–2006)
- Dacia 1307 double cab (1992–2006)
- Dacia 1307 king cab (1992–1999)
- Dacia 1309 estate-derived pick-up (1992–1997)
- Dacia Sport 1310 coupe (1983–1992)
- Dacia 2000
- Dacia D6 (Estafette) (1974–1977)
- ARO 10 (Dacia Duster) (1985–2005)
- Dacia 500 (Lăstun) (–1989)
- Dacia Gamma
- Dacia 1320 hatchback (1988–1991)
- Dacia Liberta Hatchback (1990–1996)
- Dacia Nova (1995–2000) – (Peugeot 309 alapokon)
- Dacia SuperNova (2000–2003)
- Dacia Solenza (2003–2005)
- Dacia Logan (2004-től)
- Dacia Logan MCV (2006-tól)
- Dacia Logan VAN (2007-től)
- Dacia Logan Pick-Up (2007-től)
- Dacia Sandero (2008-tól)
- Dacia Logan frissített változat (2008-tól)
- Dacia Logan MCV frissített változat (2008-tól)[5]
- Dacia Duster új (2010-től)
- Dacia Dokker új (2012-től)
- Dacia Lodgy új (2012-től)
- Dacia Spring (2021-től)
- Dacia Bigster (2021-től)

## Képgaléria

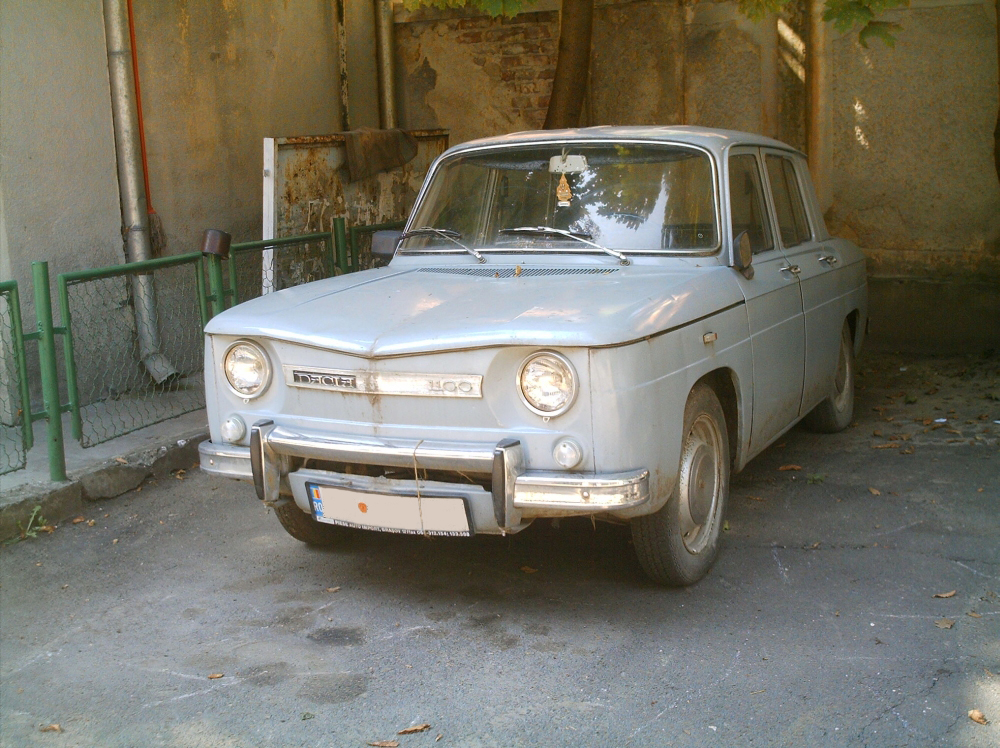
1100
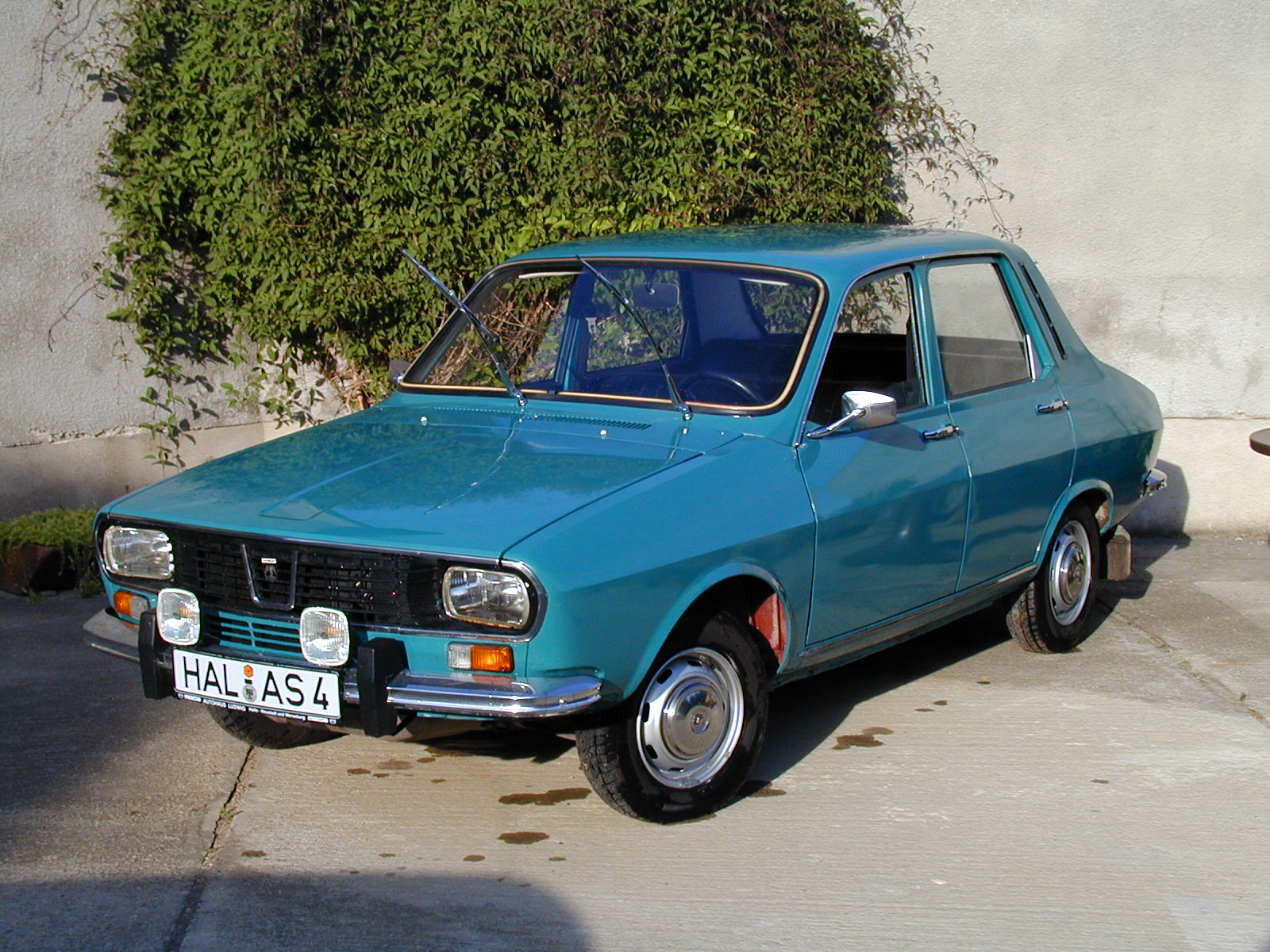
1300
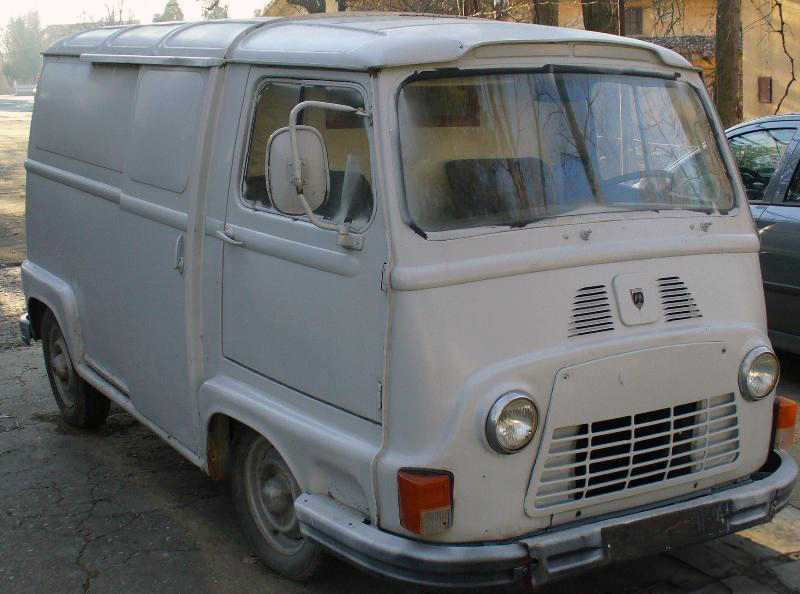
Estafette
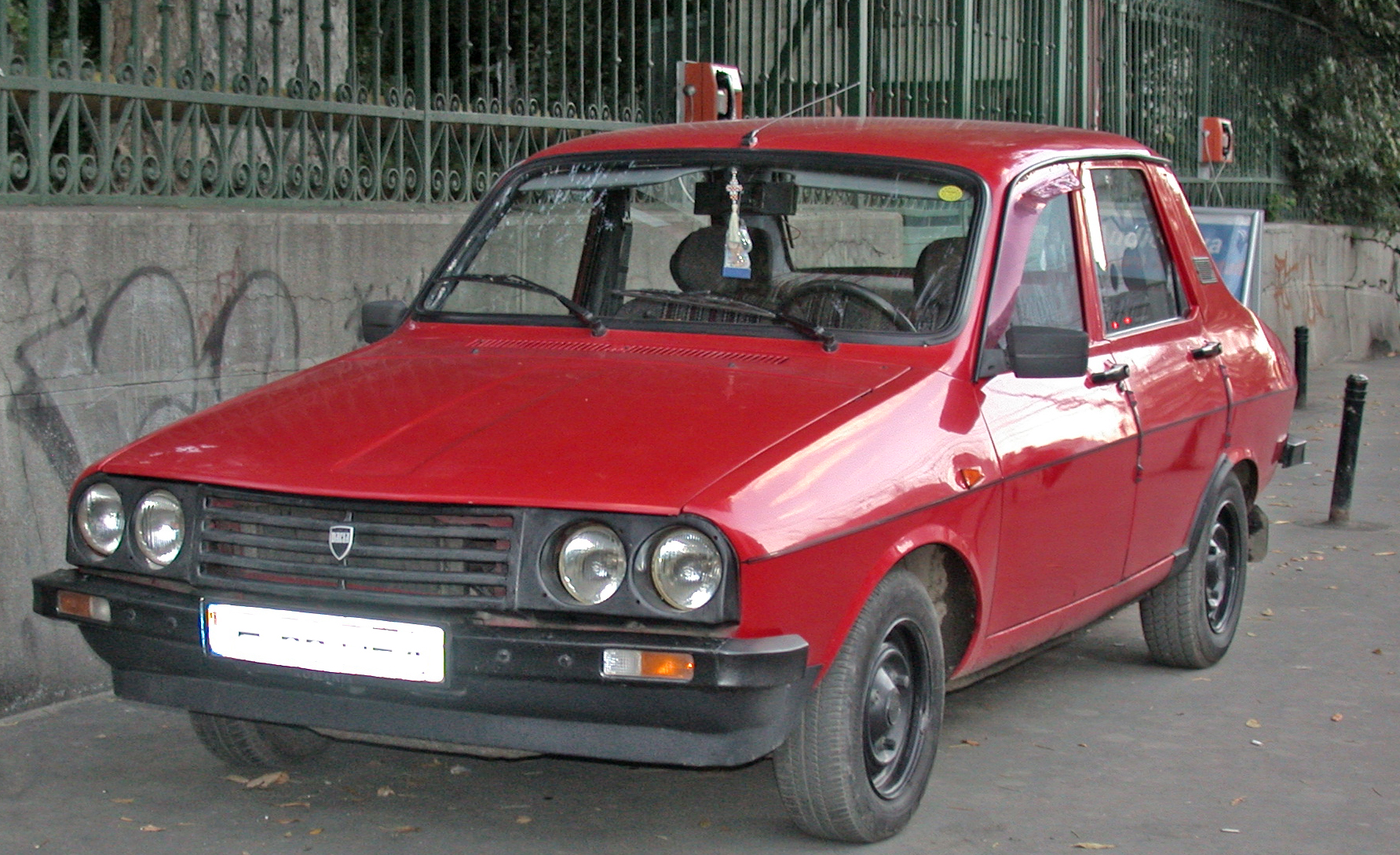
1310
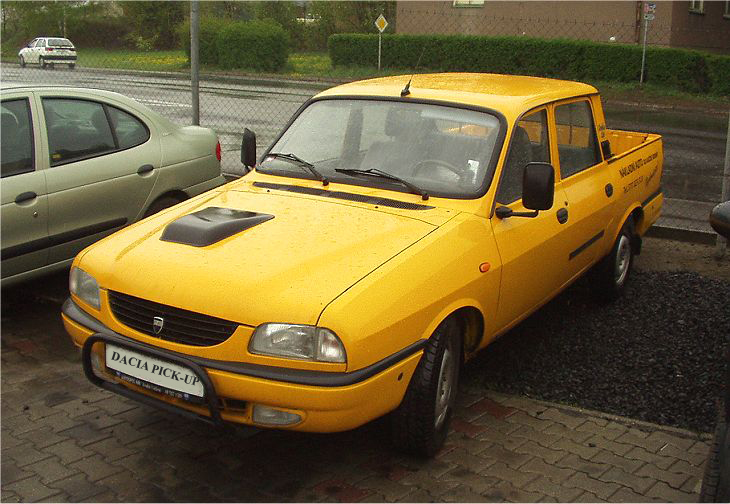
Pick-Up, Double Cab (1992–2006)
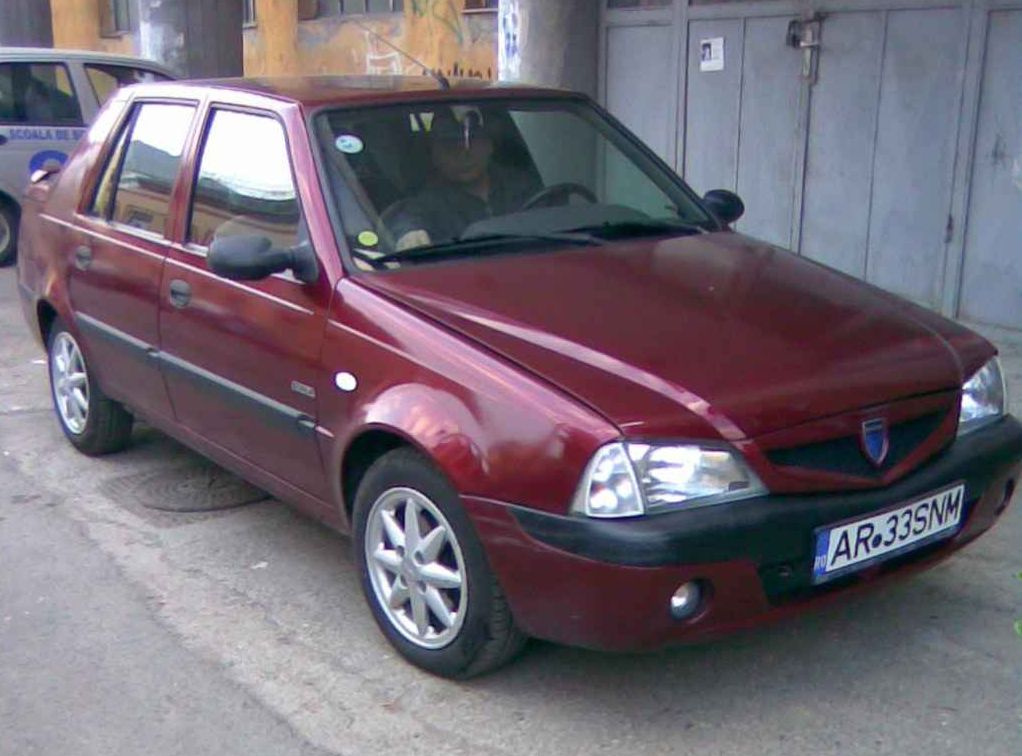
Solenza
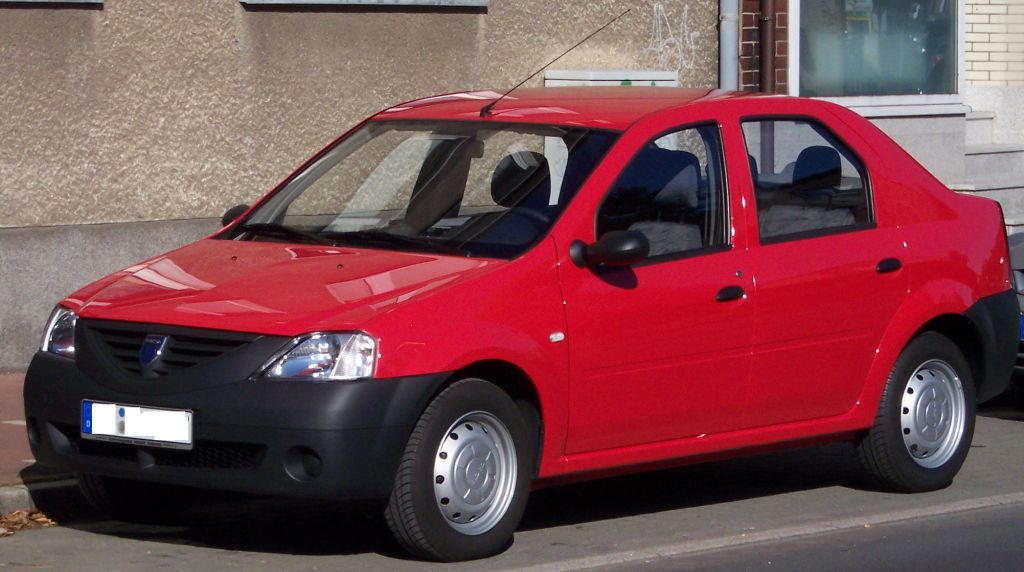
Logan
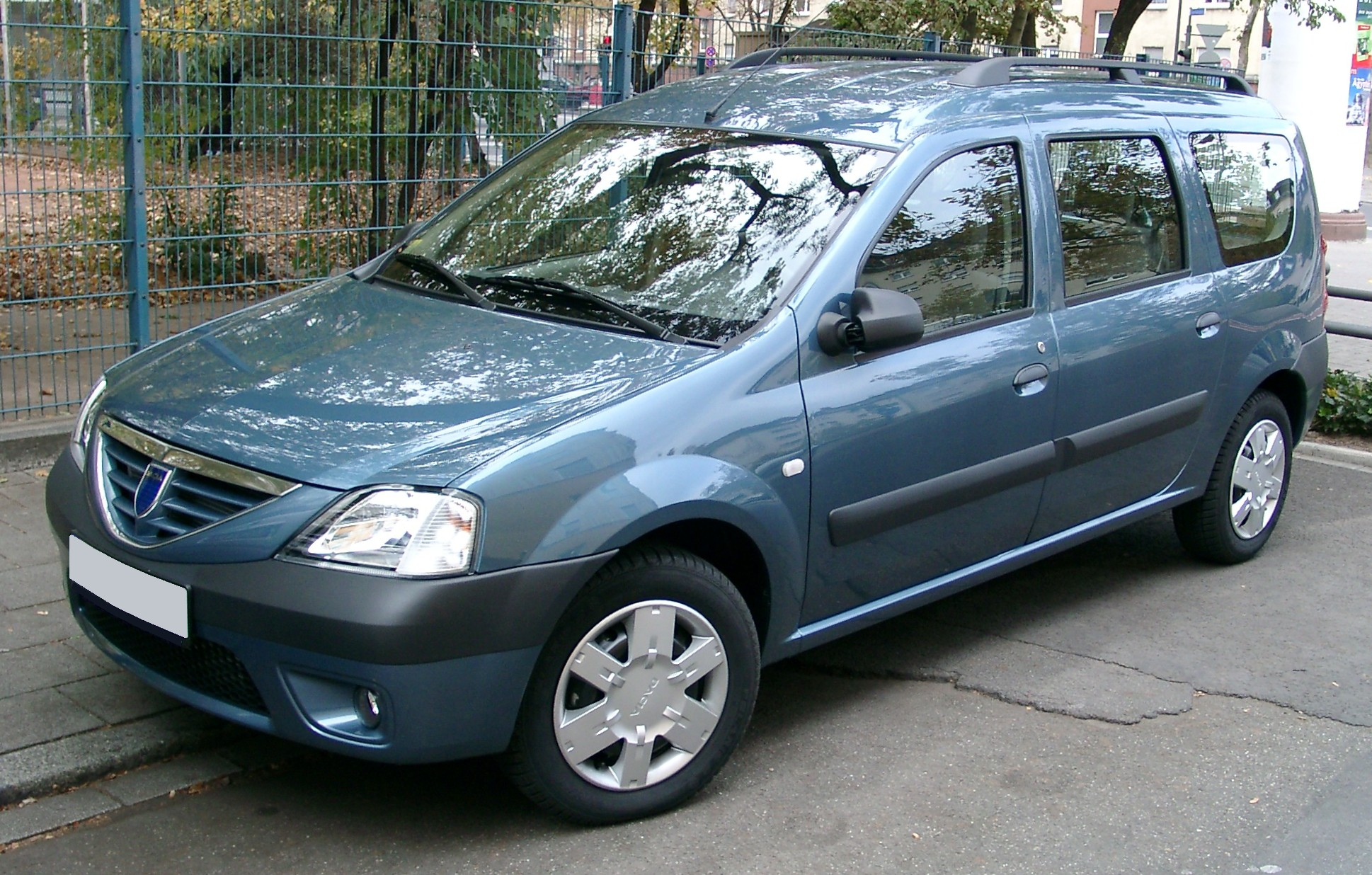
Logan MCV
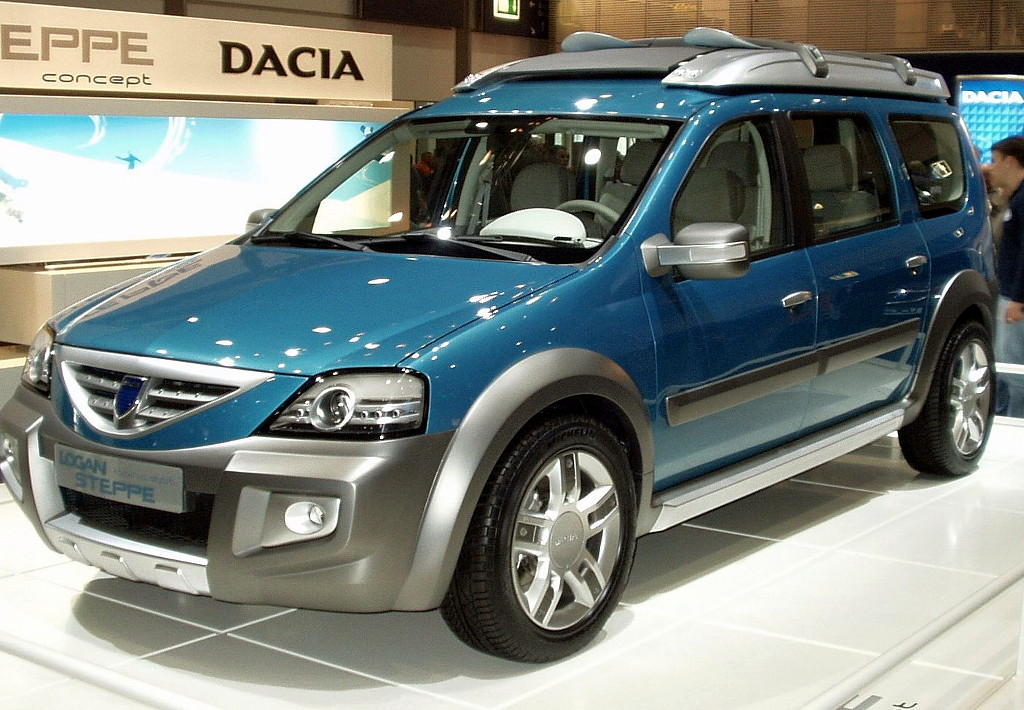
Logan Steppe
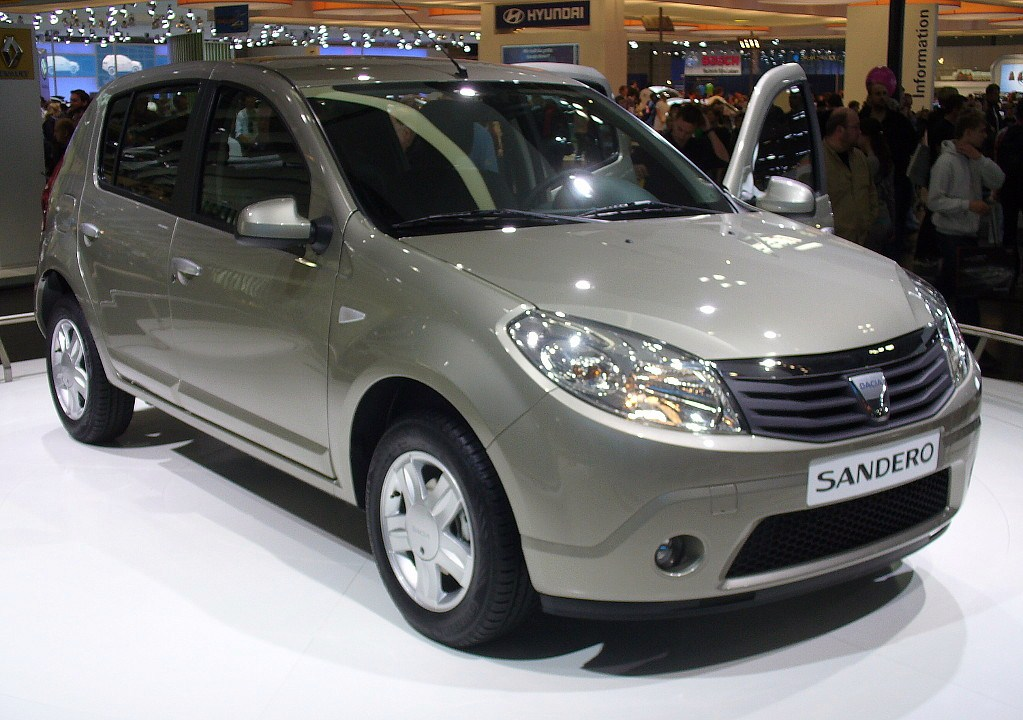
Sandero
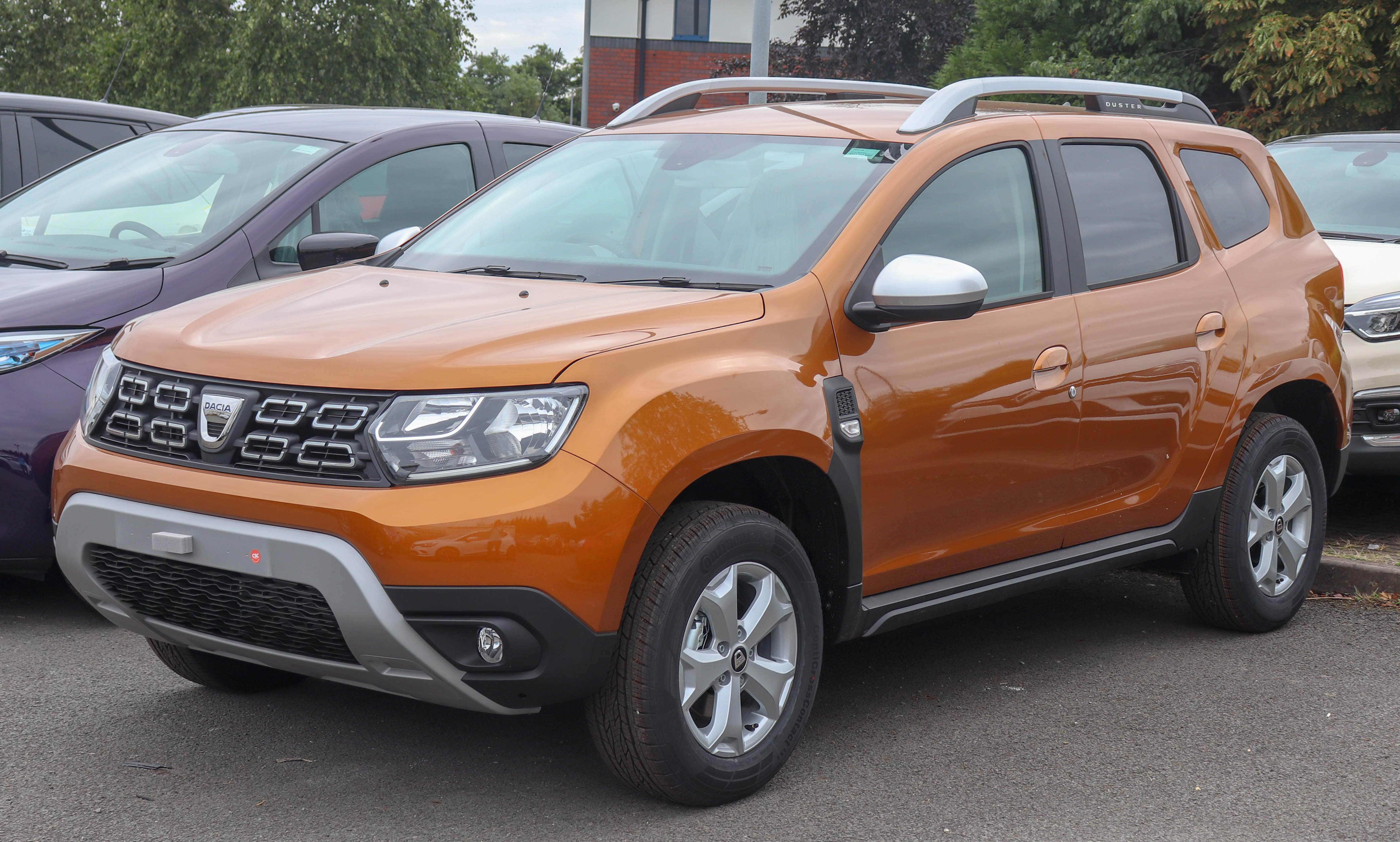
Duster
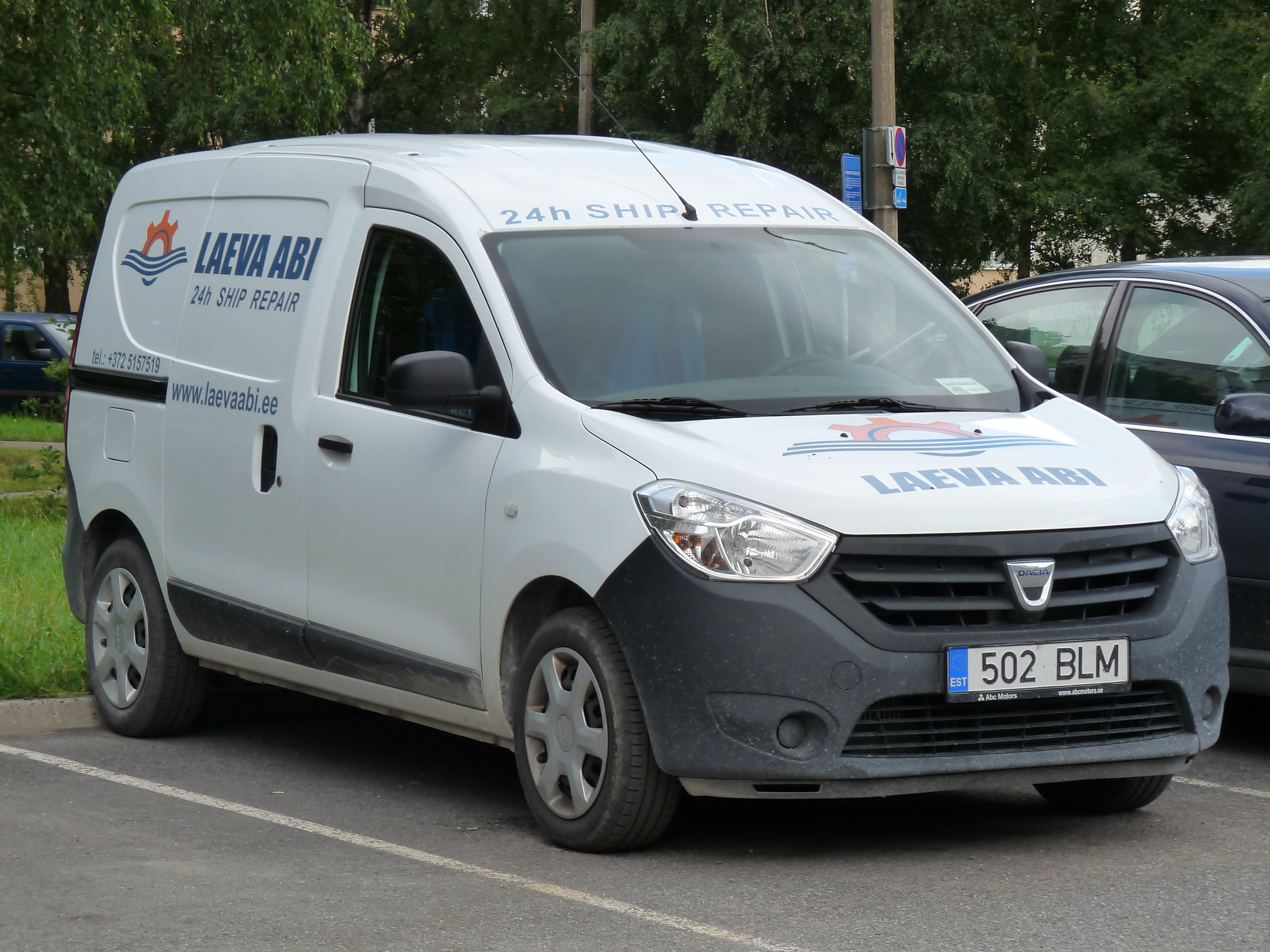
Dokker
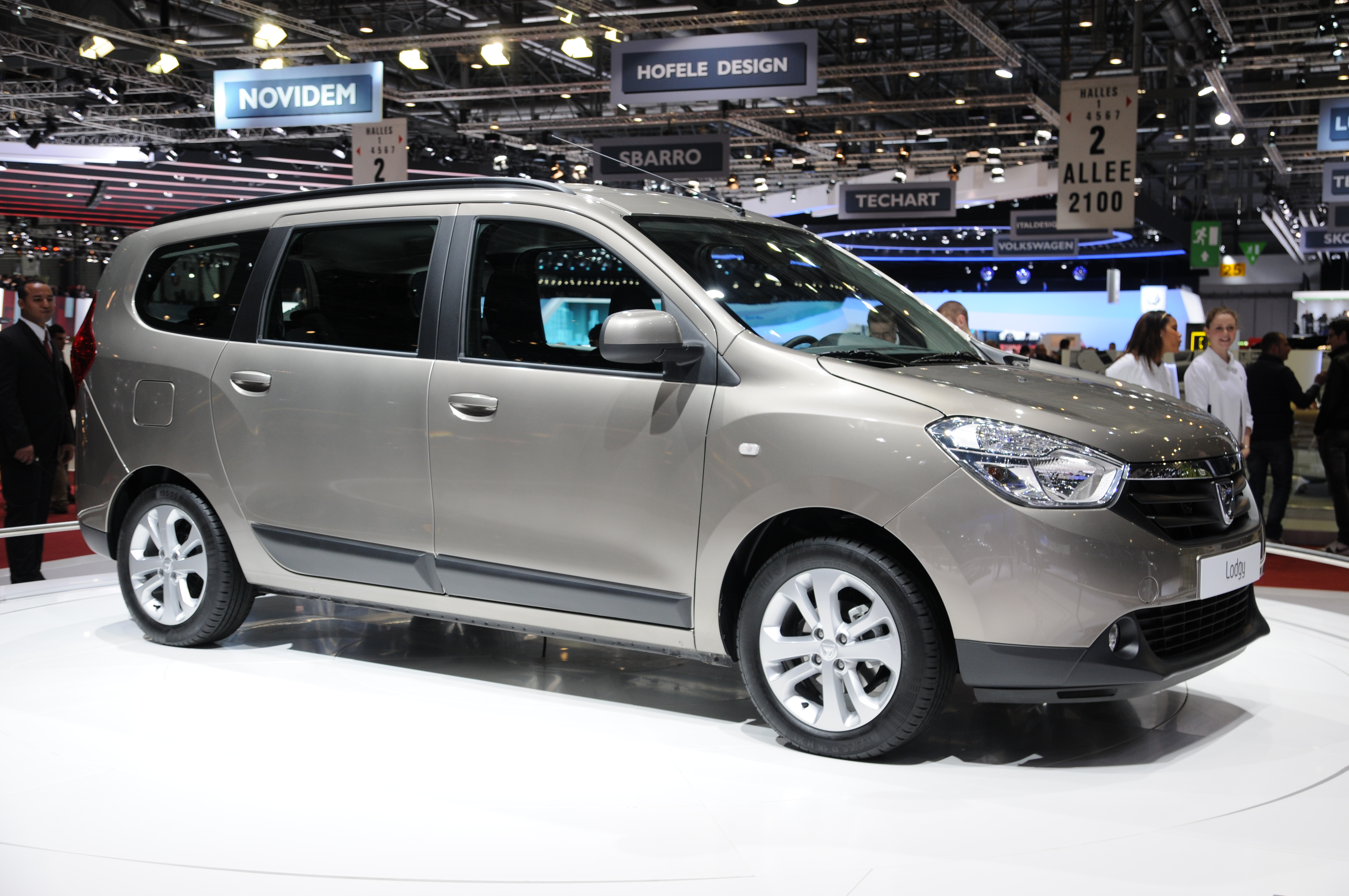
Lodgy

## A Dacia gumiabroncsai
A Dacia-ra való gumiabroncsok a modelltől függően 185 65 R15 88 T - 215 65 R16 98 T között helyezkednek el, ez utóbbi a 110 lóerős Duster-re fér fel. A Daciakra gyárilag nem szerelnek fel lépcsőzetes abroncsokat, így az azokban ajánlott gumiabroncs-nyomás mind a négy kerékre 2,0-től 2,8 bar-ig terjedhet attól függően, hogy melyik modellről van szó.